# Уильям де Феррерс, 3-й граф Дерби
Уильям (I) де Феррерс (англ. William de Ferrers; ум. 1190) — 3-й граф Дерби (де-юре) с 1160/1162 года, сын Роберта (II) де Феррерса, 2-го графа Дерби, и Маргариты Певерел.

## Биография
После вступления на английский престол в 1154 году Генрих II Плантагенет отказался признать за Робертом II де Феррерсом, который был сторонником короля Стефана Блуасского (соперника матери Генриха), права на титул графа Дерби, пожалованного Стефаном Роберту I де Феррерсу, отцу Роберта II, а также графского права на треть судебных доходов Дербишира. Роберт II умер или ранее 1160, или в 1162 году, его владения, располагавшиеся в основном в Дербишире и Стаффордшире, унаследовал сын, Уильям.
У Уильяма были все основания быть недовольным королём. Кроме непризнания за ним графского титула и потери доходов, Уильям был недоволен конфискацией в 1155 году у Уильяма Певерела, деда Уильяма по матери, замка Певерил, который Уильям считал своим наследством. В итоге недовольство королём привело Уильяма де Феррерса в 1173 году в стан восставших против короля сыновей, во главе которого стоял Генрих Молодой Король, старший сын и наследник Генриха II.
Уильям стал одним из лидеров восстания в северной и центральной Англии. Он вместе с констеблем Аскетилем Мэллори удерживал замок Лестер. В июне 1374 года Уильям захватил Ноттингемский замок, который был самым укреплённым замком в Мидленде и являлся ключевым пунктом в обороне региона. Замок был разграблен и сожжён, после чего Уильям вернулся в Лестер. После этого под их контролем оказался весь центр Англии, главным местопребыванием оставался Лестер, Ричард де Люси, юстициарий Англии и фактический правитель Англии во время отсутствия короля, находившегося в Нормандии, ничего не мог с ними сделать. Восставших поддерживали и шотландцы, опустошая Нортумберленд, однако Давида Хантингдонского, брата Вильгельма I Шотландского, Люси удалось запереть в Хантингдоне.
Ситуация изменилась после возвращения Генриха II в Англию. 13 июля ему удалось застать врасплох Вильгельма Шотландского под Алником, захватив его в плен. 21 июля ему сдался  гарнизон Хантингдонского замка. 25 июля ему сдался граф Норфолк. К 31 июля сдались и другие восставшие.
31 июля 1174 года в Нортгемптоне Генрих II собрал курию, которая решила судьбу восставших. За участие в восстании король заставил Уильяма де Феррерса разрушить замки Татбери и Даффилд (и, возможно, Пилсбери), а также присудил штраф в 200 марок.
Позже Уильям вернул расположение короля и верно служил его преемнику, Ричарду I Львиное Сердце, в составе армии которого в 1189 году отправился в Третьем крестовым походе, где и погиб под стенами Акры в 1190 году. Ему наследовал сын, Уильям (II).

## Брак и дети
Жена: Сибилла де Браоз (ум. после 5 февраля 1228), дочь Уильяма (II) де Браоза, 3-го барона Брамбера и Берты Глостерской. Дети:
- Уильям (II) де Феррерс (ум. 22 сентября 1247), 4-й граф Дерби де-юре с 1190, 4-й граф Дерби де-факто с 1199
- Петронилла де Феррерс; муж: с 1214 или ранее Эрве Бэгот из Стаффорда (ум. ноябрь 1236/12 мая 1237)

Также вероятно детьми Уильяма и Сибиллы были:
- Милисента де Феррерс; муж: Роджер III де Мортимер (ум. до 19 августа 1214), барон Вигмора
- Роберт де Феррерс (ум. 4 декабря 1225); жена: Джоанна де Бокленд (ум. 16 ноября 1251), дочь Уильяма де Бокленда и Матильды де Сей. Её вторым мужем был Джеффри д’Авранш (ум. 26 ноября 1236)
- Агата де Феррерс, любовница короля Иоанна Безземельного

Возможно, что после смерти Уильяма Сибилла вышла замуж вторично — за Адама де Порта.